# NFV-Meisterschaft
Die Niedersächsische Fußballmeisterschaft bezeichnet Wettbewerbe, bei welchen die niedersächsischen Fußballmeister ausgespielt werden. Sie wird unter Aufsicht des Niedersächsischen Fußballverbandes ausgetragen.
Ab der Saison 2010/11 spielen die Herren in der Oberliga Niedersachsen in einer einzigen Staffel, daher wird seitdem bei den Herren keine Niedersächsische Fußballmeisterschaft mehr ausgespielt.

## Herren
Bei den Herren wurde der Meister seit 1957 gekürt. Von 1957 bis 1964 wurde der Meister in einem Endspiel zwischen den beiden Staffelsiegern (West und Ost) der zweitklassigen (bis 1963) bzw. drittklassigen (1964) Amateuroberliga Niedersachsen ermittelt. Zwischen 1965 und 1974 ging der Titel an den Meister der drittklassigen Amateurliga Niedersachsen. Nach Einführung der 2. Bundesliga gewann ab 1975 Meister der viertklassigen Landesliga Niedersachsen um den Titel. Bei Punktgleichheit zwischen den erstplatzierten Mannschaften gab es allerdings in den Jahren 1977 und 1978 ein Entscheidungsspiel. So gewann der Vizemeister VfB Peine zweimal den niedersächsischen Meistertitel. Ab der Saison 1979/80 wurde die Landesliga in Verbandsliga umbenannt, deren Meister bis 1994 den Titel gewann. Zwischen 1995 und 2010 wurde der Meister durch ein Endspiel zwischen den Meistern der West- und Oststaffel der fünftklassigen Niedersachsenliga (1995–2008) bzw. Oberliga Niedersachsen (2009 und 2010) ausgetragen. 
| Saison  | Sieger                          |
| ------- | ------------------------------- |
| 1956/57 | SV Union Salzgitter             |
| 1957/58 | VfV Hildesheim                  |
| 1958/59 | SV Arminia Hannover             |
| 1959/60 | Hannover 96 Amateure            |
| 1960/61 | Leu Braunschweig                |
| 1961/62 | SV Arminia Hannover             |
| 1962/63 | VfL Wolfsburg                   |
| 1963/64 | Hannover 96 Amateure            |
| 1964/65 | Hannover 96 Amateure            |
| 1965/66 | Hannover 96 Amateure            |
| 1966/67 | Hannover 96 Amateure            |
| 1967/68 | SV Meppen                       |
| 1968/69 | Leu Braunschweig                |
| 1969/70 | Eintracht Braunschweig Amateure |
| 1970/71 | OSV Hannover                    |
| 1971/72 | VfB Oldenburg                   |
| 1972/73 | SV Union Salzgitter             |
| 1973/74 | SpVgg Preußen Hameln            |
| 1974/75 | VfB Peine                       |
| 1975/76 | SV Atlas Delmenhorst            |

| Saison  | Sieger                 |
| ------- | ---------------------- |
| 1976/77 | VfB Peine              |
| 1977/78 | VfB Peine              |
| 1978/79 | SV Meppen              |
| 1979/80 | Lüneburger SK          |
| 1980/81 | TuS Celle              |
| 1981/82 | TuS Hessisch Oldendorf |
| 1982/83 | Blau-Weiß Lohne        |
| 1983/84 | SV Atlas Delmenhorst   |
| 1984/85 | VfL Herzlake           |
| 1985/86 | SV Atlas Delmenhorst   |
| 1986/87 | VfL Herzlake           |
| 1987/88 | VfL Herzlake           |
| 1988/89 | Kickers Emden          |
| 1989/90 | TuS Celle              |
| 1990/91 | Kickers Emden          |
| 1991/92 | TuS Lingen             |
| 1992/93 | BV Cloppenburg         |
| 1993/94 | SV Wilhelmshaven       |
| 1994/95 | SV Südharz             |
| 1995/96 | SV Concordia Ihrhove   |

| Saison    | Sieger                    |
| --------- | ------------------------- |
| 1996/97   | SVG Einbeck               |
| 1997/98   | MTV Gifhorn               |
| 1998/99   | VfL Wolfsburg Amateure    |
| 1999/2000 | Eintracht Braunschweig II |
| 2000/01   | SC Langenhagen            |
| 2001/02   | Eintracht Braunschweig II |
| 2002/03   | Hannover 96 Amateure      |
| 2003/04   | VfL Osnabrück Amateure    |
| 2004/05   | VfL Osnabrück II          |
| 2005/06   | SV Ramlingen-Ehlershausen |
| 2006/07   | TuS Heeslingen            |
| 2007/08   | MTV Gifhorn               |
| 2008/09   | Goslarer SC 08            |
| 2009/10   | Eintracht Braunschweig II |

## Frauen
Bei den Frauen wird seit 1972 ein Meister gekürt. Seit 2004 wird dazu ein Endspiel zwischen den Meistern der Staffeln West und Ost der Niedersachsenliga (2004 bis 2008) bzw. Oberliga Niedersachsen (seit 2009) ausgetragen.
Rekordmeister ist der VfL Wildeshausen mit sechs Titeln, gefolgt von Sparta Göttingen und SV Hastenbeck mit fünf. Jahn Delmenhorst, VfR Eintracht Wolfsburg und Rotenburger SV waren zweimal erfolgreich. 
Die Niedersachsenmeister der Frauen in der Übersicht:
| Jahr    | Sieger                     |
| ------- | -------------------------- |
| 1971/72 | Sparta Göttingen           |
| 1972/73 | Sparta Göttingen           |
| 1973/74 | Sparta Göttingen           |
| 1974/75 | TV Jahn Delmenhorst        |
| 1975/76 | Sparta Göttingen           |
| 1976/77 | VfL Wittekind Wildeshausen |
| 1977/78 | Rotenburger SV             |
| 1978/79 | TV Jahn Delmenhorst        |
| 1979/80 | VfL Wittekind Wildeshausen |
| 1980/81 | VfL Wittekind Wildeshausen |
| 1981/82 | VfR Eintracht Wolfsburg    |
| 1982/83 | VfL Wittekind Wildeshausen |
| 1983/84 | VfR Eintracht Wolfsburg    |
| 1984/85 | VfL Wittekind Wildeshausen |
| 1985/86 | VfL Wittekind Wildeshausen |
| 1986/87 | Rotenburger SV             |
| 1987/88 | SV Hage                    |
| 1988/89 | SV Wilhelmshaven           |
| 1989/90 | VfL Westercelle            |
| 1990/91 | TSG Burg Gretesch          |

| Jahr      | Sieger                   |
| --------- | ------------------------ |
| 1991/92   | SG Erbstorf/Ilmenau      |
| 1992/93   | SV Victoria Gersten      |
| 1993/94   | TuS Westerholz           |
| 1994/95   | Wolfenbütteler SV        |
| 1995/96   | SV Stöckheim             |
| 1996/97   | SV Fortuna Salzgitter    |
| 1997/98   | SV Hastenbeck            |
| 1998/99   | SV Hastenbeck            |
| 1999/2000 | FSV Westerstede          |
| 2000/01   | SuS Timmel               |
| 2001/02   | SV Hastenbeck            |
| 2002/03   | Sparta Göttingen         |
| 2003/04   | FSG Twist                |
| 2004/05   | Mellendorfer TV          |
| 2005/06   | VfL Oythe                |
| 2006/07   | SV Höltinghausen         |
| 2007/08   | TSV Havelse              |
| 2008/09   | TSG Ahlten               |
| 2009/10   | Eintracht Immenbeck      |
| 2010/11   | SF Wüsting-Altmoorhausen |

| Jahr    | Sieger                      |
| ------- | --------------------------- |
| 2011/12 | VfL Wolfsburg II            |
| 2012/13 | Fortuna Celle               |
| 2013/14 | TSV Limmer                  |
| 2014/15 | TV Jahn Delmenhorst         |
| 2015/16 | SV Union Meppen             |
| 2016/17 | SV Meppen II                |
| 2017/18 | TuS Büppel                  |
| 2018/19 | Hannover 96                 |
| 2019/20 | nicht ausgetragen           |
| 2020/21 | nicht ausgetragen           |
| 2021/22 | TSV Barmke                  |
| 2022/23 | BTSV Eintracht Braunschweig |
| 2023/24 | SV Hastenbeck               |
| 2024/25 | SV Hastenbeck               |